# Асакути
Асакути (яп. 浅口市 Асакути-си) — город в Японии, находящийся в префектуре Окаяма. Площадь города составляет 66,46 км², население — 34 761 человек (1 августа 2014), плотность населения — 523,04 чел./км².

## Географическое положение
Город расположен на острове Хонсю в префектуре Окаяма региона Тюгоку. С ним граничат города Курасики, Касаока и посёлки Сатосё, Якаге.

## Население
Население города составляет 34 761 человек (1 августа 2014), а плотность — 523,04 чел./км². Изменение численности населения с 1980 по 2005 годы:
| 1980 | 39 360 чел. |  |
| 1985 | 39 723 чел. |  |
| 1990 | 39 415 чел. |  |
| 1995 | 38 595 чел. |  |
| 2000 | 37 724 чел. |  |
| 2005 | 37 327 чел. |  |

## Города-побратимы
- Ти Три Галли, Австралия (2007)
- Гаоань, Китай (2009)